# Fonte da Munganga
A fonte da Munganga é um fontanário situado no bairro do Comércio, em Salvador, mais especificamente na avenida Jequitaia. Funcionou como fonte de água para os feirantes do bairro e saveiros que ancoravam na enseada vizinha até 1952. Encontra-se como estrutura histórica tombada pelo Instituto do Patrimônio Artístico e Cultural da Bahia, órgão do governo do estado da Bahia, sob o Decreto n.º 28.398/1981.
O fontanário era provavelmente formado por dois lances simétricos de arrimo terminados em voluta que continham as terras da montanha, uma desses lances teria sido destruído para construção de uma edificação vizinha. Em uma cartela do seu frontispício podiam ser lidas as datas de 1704 e 1800 que indicam provavelmente a sua data de construção e de alguma reforma ou restauração posterior.